# Druten
Druten – miasto i gmina we wschodniej Holandii, w prowincji Geldria.

## Miejscowości
- Afferden
- Deest
- Druten
- Horssen
- Puiflijk

## Urodzeni w Druten
- Peter Hans Kolvenbach - jezuita

## Współpraca międzynarodowa
- Witnica